# Eugène Pirou
Pour les articles homonymes, voir Pirou (homonymie).
Louis Eugène Pirou, né le 26 septembre 1841 à Tubœuf, mort le 30 septembre 1909 à Chaville, est un photographe et cinéaste français.

## Biographie

### La photographie
Comme photographe, Eugène Pirou est connu pour ses portraits de célébrités et pour avoir photographié les événements de la Commune de Paris.
Il a possédé plusieurs ateliers à Paris : au no 1 boulevard Saint-Germain vers 1864-1865, puis au no 3 de la même rue vers 1876 et, de 1880 à 1923, un studio au no 5 de la même rue puis un autre quelque temps au no 23 rue Royale, dans les années 1900, dans une salle désaffectée des Missions évangéliques.
En 1889, il vend l'atelier de la rue Royale à Arthur Herbert avec l'autorisation d'utiliser son nom. Ce dernier le cède ensuite en 1898 aux frères Georges et Oscar Mascré, mais ces derniers exploitent illégalement la notoriété de Pirou contre sa volonté, signant leurs photos « Eugène Pirou », publiant des publicités mensongères entretenant la confusion, si bien que Pirou leur intente un procès mais le perd, n'obtenant que la mention obligatoire de « Pirou, Mascré successeur ». Par la suite, Oscar Mascré continue à entretenir la confusion en créant un atelier Otto-Pirou dans lequel Otto Wegener (mort en 1924) n'a lui aussi rien à voir.

### Le cinématographe
Ami d'Antoine Lumière et de Clément Maurice, Pirou s'intéresse activement au cinématographe naissant. Dès l'été 1896, il achète du matériel et fait filmer par son employé Albert Kirchner diverses saynètes ou événements parisiens, puis organise des projections du « Cinématographe Eugène Pirou » dans les sous-sols du café de la Paix, place de l'Opéra à Paris.
Il est renommé pour avoir exploité l'un des premiers films érotiques en 1896 (Le Coucher de la mariée, d'Albert Kirchner), ainsi qu'un film sur la visite du tsar Nicolas II à Paris en 1897.
Sa première femme meurt en 1881, sa seconde femme en janvier 1899.

## Œuvre

Photographies d'Eugène Pirou
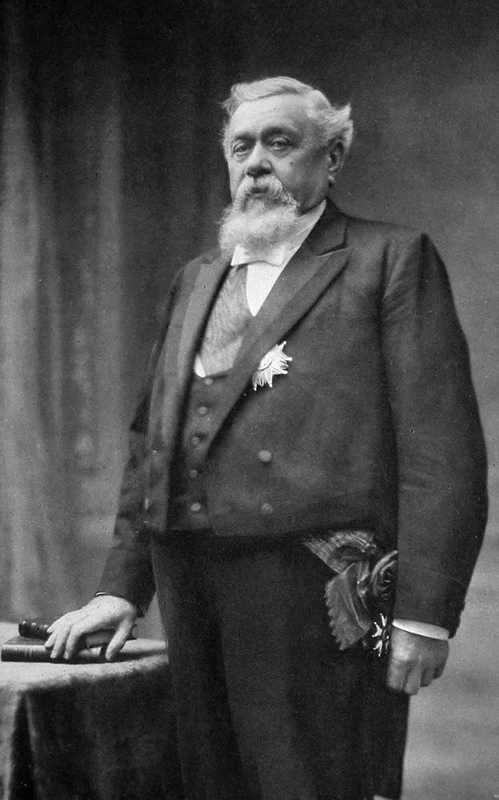
Armand Fallières.
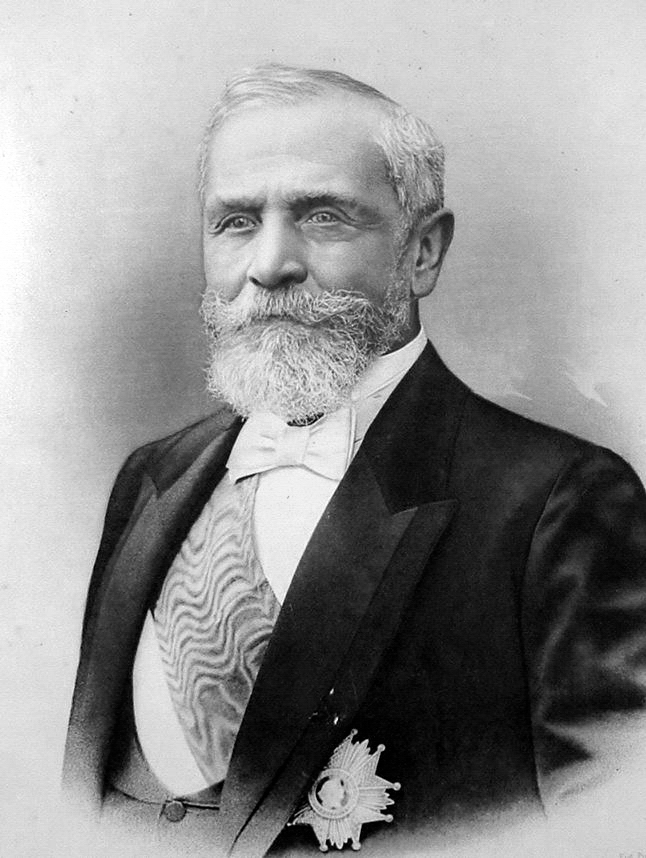
Émile Loubet, vers 1900.
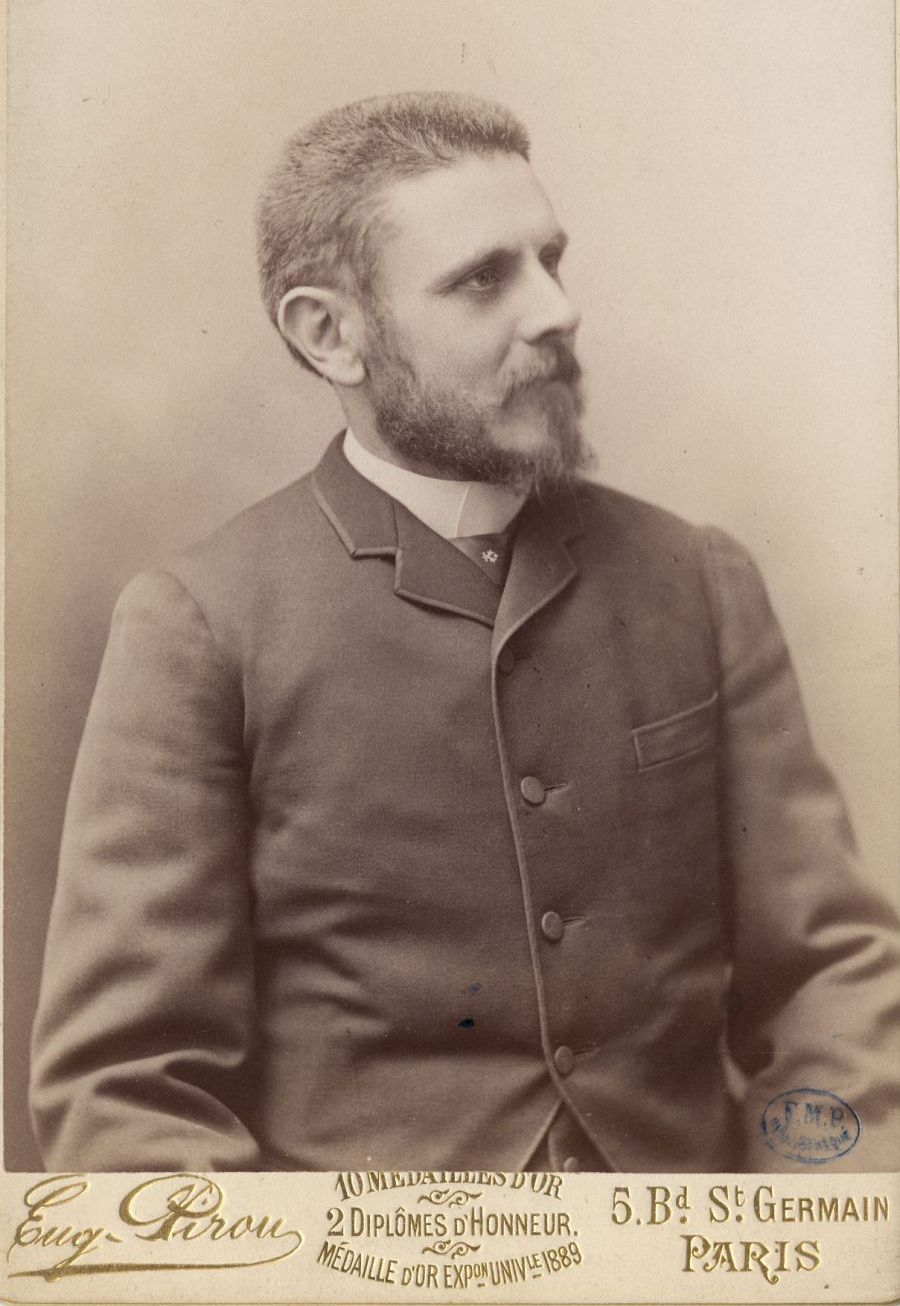
Pierre Marie, vers 1900.
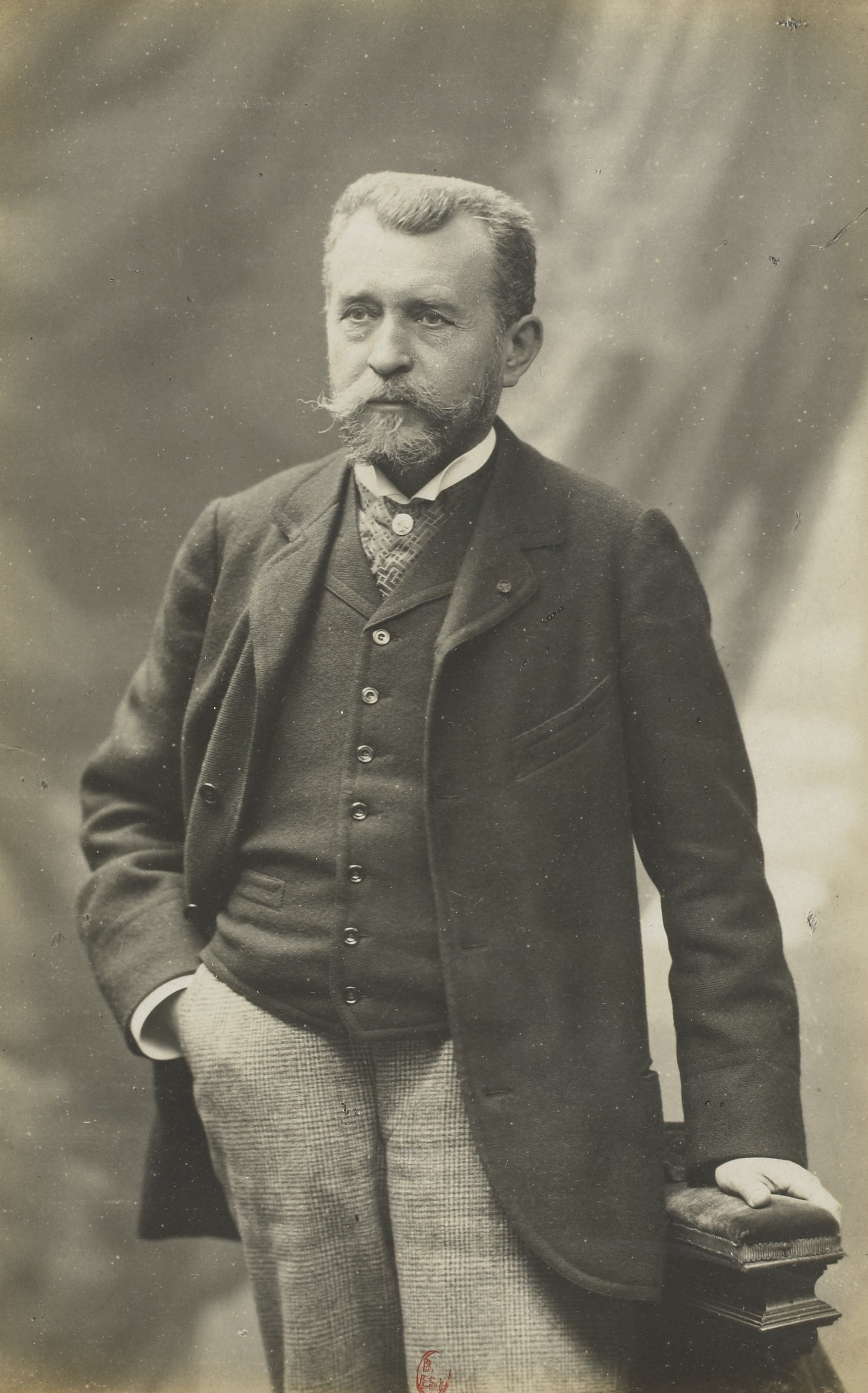
Joseph-Antoine Bouvard, lors de l'Exposition universelle de 1900.
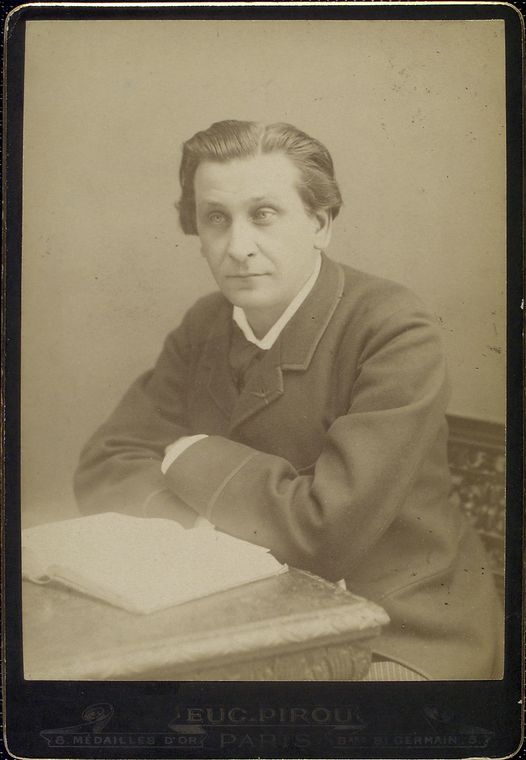
François Coppée, vers 1890.
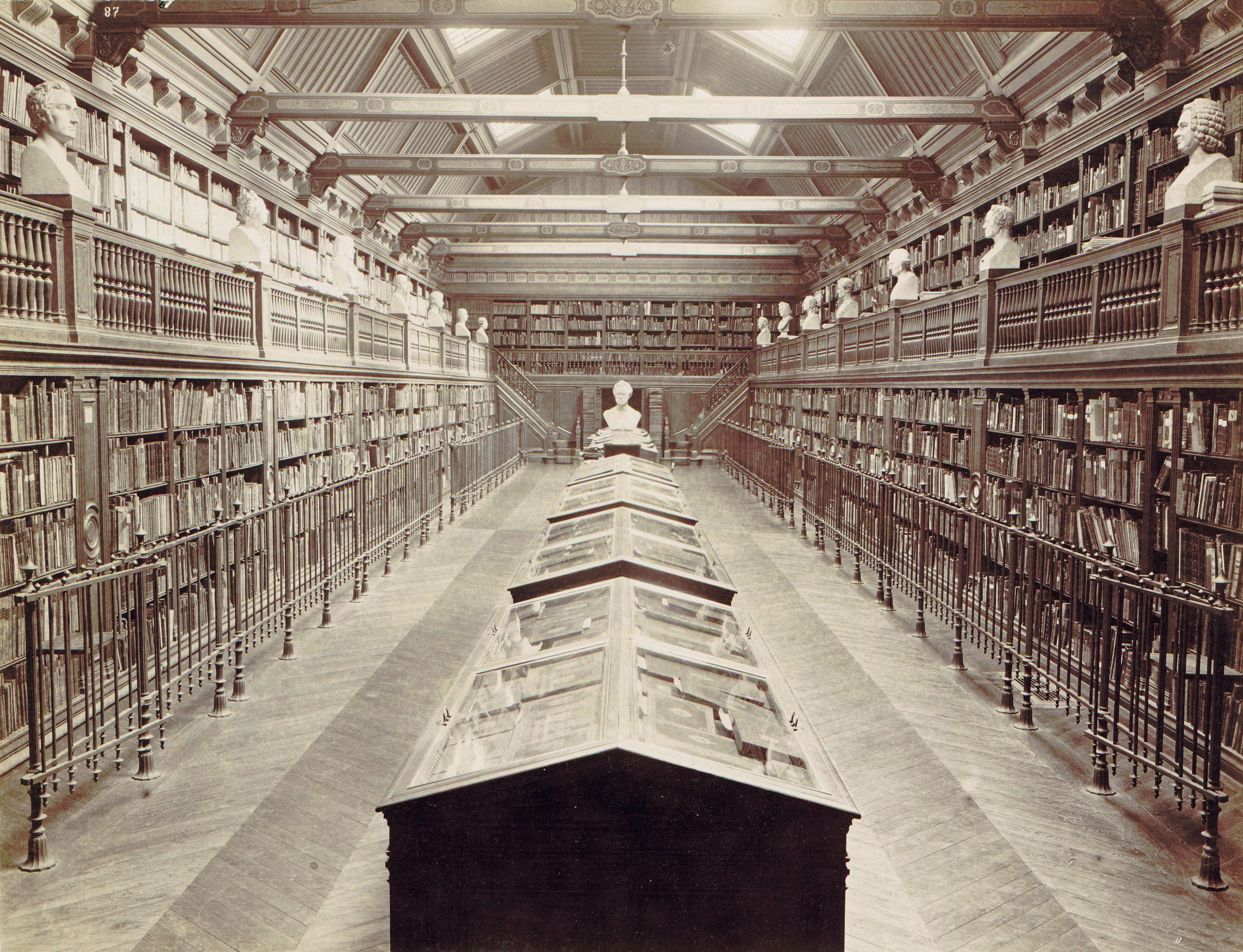
Bibliothèque du Conservatoire national de musique et de déclamation, 1895.
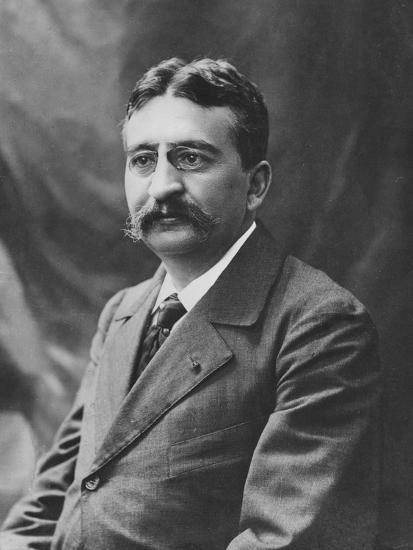
Stephen Pichon, 1906.
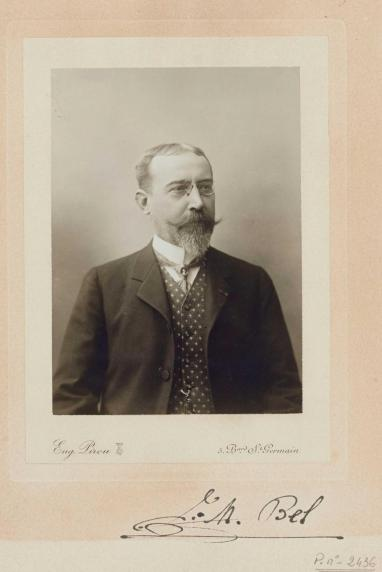
Jean-Marc Bel, avant 1910.

### Publication
- Nos actrices chez elles, Paris, Fayard, 1895 (lire en ligne). : six numéros d'un petit magazine de 14 pages chacun, présentant les grandes actrices de l'époque photographiées dans leur salon, vendu 60 centimes le numéro.

### Filmographie
- Le Bain de la Parisienne.

### Dans les collections publiques
- New York, Metropolitan Museum of Art
- Paris, département des Estampes et de la Photographie de la Bibliothèque nationale de France

### Récompenses
- dix médailles d'or, dont une médaille d'or à l'Exposition universelle de Paris en 1889
- deux diplômes d'honneur

## Iconographie
- « Quelques photographies », sur past-to-present.com.